# Thimlich Ohinga
Thimlich Ohinga je archeologická lokalita v Migori County na jihozápadě Keni. Na terénní vyvýšenině se zde nacházejí zbytky budov z velkých nasucho kladených kamenů, připomínající architektonickým stylem Velké Zimbabwe. Stěny dosahují výšky 1–4,2 m a šířky 1–3 m. Původ staveb se datuje do 15.–16. století a za jejich tvůrce jsou považováni původní bantuští obyvatelé. Thimlich Ohinga je nejlépe zachovanou ze 138 opevněných osad v kraji okolo Viktoriina jezera, vytvořených na obranu před kočovnými zloději dobytka.
Název pochází z jazyka dholuo, kde thimlich znamená „strašlivý prales“ a ohinga znamená „útočiště“.
Ruiny prozkoumal v šedesátých letech 20. století Neville Chittick z Britského ústavu historie a archeologie. V roce 1981 se Thimlich Ohinga stala keňskou národní památkou a v roce 2018 byla zapsána na seznam světového dědictví UNESCO.